# 戈弗雷鎮區 (明尼蘇達州波爾克縣)
戈弗雷鎮區（英語：Godfrey Township）是位於美國明尼蘇達州波爾克縣的一個行政鎮區。

## 歷史
戈弗雷鎮區於1881年設立，得名自早期定居者沃倫·N·戈弗雷（Warren N. Godfrey）。

## 地方資料
戈弗雷鎮區的面積為93.05平方千米，當中陸地面積為89.26平方千米，而水域面積為3.79平方千米。根據2020年美國人口普查的數據，當地共有人口294人，而人口密度為每平方千米3.16人。